# 格但斯克舊城縣

53°58′N 18°32′E / 53.967°N 18.533°E
格但斯克舊城縣（波蘭語：Powiat starogardzki），是波蘭的縣份，位於該國北部，由濱海省負責管轄，首府設於格但斯克舊城，面積1,345平方公里，2006年人口121,963，人口密度每平方公里91人。